# Nguyễn Phú Hoàng
Nguyễn Phú Hoàng (sinh ngày 17 tháng 4 năm 1989), biệt danh Hoàng Ca, là một vận động viên bóng rổ chuyên nghiệp người Việt Nam đang chơi vị trí Hậu vệ dẫn bóng (Point Guard – PG) cho câu lạc bộ Hanoi Buffaloes. 
Bắt đầu từ những giải không chuyên của Hà Nội, Nguyễn Phú Hoàng cùng sự đồng hành của em trai Nguyễn Thành Đạt với biệt danh “Flash Brothers” lần đầu xuất hiện trước khán giả cả nước tại Giải VĐQG năm 2016 tại Nha Trang, nơi anh gây ấn tượng với người hâm mộ bằng lối chơi nhanh, hiện đại và nhạy bén 
Tại Giải đấu bóng rổ chuyên nghiệp Việt Nam VBA, Nguyễn Phú Hoàng sở hữu các danh hiệu Nội Binh Xuất Sắc Nhất Năm 2018 (Local MVP 2018) , Cầu Thủ Dự Bị Xuất Sắc Nhất 2016 (Sixth Man Of The Year) , Cầu Thủ Dẫn Bóng Xuất Sắc Nhất Năm 2019 (Handle Of The Year 2019)  và Pha Kiến tạo của năm 2022 (Assist of The year 2022) 

## Thời thơ ấu
Nguyễn Phú Hoàng sinh ra và lớn lên tại Hà Nội, trong một gia đình có 4 người con trai, anh là con thứ 2 trong nhà và có một người em sinh đôi Nguyễn Thành Đạt (biệt danh Đạt Doc) hiện tại cũng đang thi đấu tại Giải bóng rổ chuyên nghiệp Việt Nam – VBA cho đội bóng Nha Trang Dolphins
Phú Hoàng từ nhỏ đã hiếu động và có năng khiếu với các môn thể thao, nhưng anh chỉ biết đến bóng rổ qua bộ truyện tranh Slam Dunk ,cho đến khi người em trai của mình là Thành Đạt đề xuất muốn chơi thử, hai anh em đã tìm đến những trường Đại học có sân bóng rổ để làm quen với trái bóng cam này.
Năm 15 tuổi, Phú Hoàng cùng người em song sinh tạm biệt Việt Nam sang Canda du học. Năm 2006, Phú Hoàng và em trai Thành Đạt chính thức tham gia các giải tại giới Bóng rổ không chuyên Hà Nội (BRKCHN) dưới đội hình mang tên Hidden Dragons (tên cũ Reverse Dragons). Cùng em trai và những đồng đội của mình, dưới cái tên Hidden Dragons, Phú Hoàng đã đạt được nhiều chức vô địch tại Giải Hanoi Basketball League (HBL) và cũng là nền móng trước khi anh bước chân vào giải đấu chuyên nghiệp

## Sự nghiệp cầu thủ
2016 - Hanoi Buffaloes
Ngày 2 tháng 7 năm 2016, Phú Hoàng cùng người em song sinh của mình là Thành Đạt tham gia buổi Try-out  - cơ hội đầu quân tại giải bóng rổ chuyên nghiệp đầu tiên của Việt Nam, dưới sự đánh giá của HLV trưởng Todd Purves, cặp song sinh chính thức gia nhập đội bóng của Thủ Đô Hanoi Buffaloes
Anh kết thúc mùa giải chuyên nghiệp đầu tiên của mình với 19 trận đấu, ghi trung bình 13,1 điểm; 1,9 rebounds và 2,1 kiến tạo mỗi trận  cùng danh hiệu Cầu Thủ Dự Bị Xuất Sắc Nhất 2016 (Sixth Man Of The Year) và Cầu thủ được yêu thích nhất  với số phiếu gần gấp đôi với người xếp thứ 2 là Tâm Đinh
2017 - Hanoi Buffaloes
Phú Hoàng cùng Hanoi Buffaloes trở lại mùa giải thứ 2 của VBA với đội hình có sự xuất hiện của nhân tố mới là Vincent Nguyen cũng chơi vị trí Hậu vệ dẫn bóng (Point Guard – PG) và lời chia tay với cầu thủ gốc Việt Ryan Arnold ngay trước ngày diễn ra trận derby đầu tiên của Hà Nội 
Tại mùa giải này, khi trong đội hình đã có những vị trí trùng nhau, Phú Hoàng có cơ hội ra sân ít hơn và kết thúc mùa giải với 16 trận đấu, ghi trung bình 7,3 điểm; 1,9 rebounds và 1,9 kiến tạo mỗi trận 
Sea Games 29
Phú Hoàng được gọi bổ sung thêm để tập luyện cùng đội tuyển trước khi sang Malaysia tham sự Sea Games 29 khởi tranh từ ngày 20 thâng 8 đến ngày 26 tháng 8 năm 2017  dưới dự hướng dẫn của HLV Todd Purves . Tại đây, đội tuyển quốc gia Việt Nam đã có 2 chiến thắng trước Lào, Campuchia và dừng chân tại vị trí Thứ 6 chung cuộc .Trong đó Phú Hoàng thi đấu trung bình mỗi trận 23 phút, đóng góp 18,5 điểm 
2018 - Cantho Catfish
Mùa giải TBSL 2018 khởi tranh vào ngày 27 tháng 1 và kéo dài đến hết ngày 31 tháng 3, Nguyễn Phú Hoàng cùng 5 cầu thủ đến từ VBA là Tâm Đinh, Sang Đinh, Nguyễn Lê Quốc Cường, Nguyễn Hoàng Tú và Lê Văn Đầy thi đấu cho Mekong United dưới sự dẫn dắt của HLV Kevin Yurkus . Trong trận đấu đầu tiên của mình, Mekong United đã vượt qua Kabayan (Philippines) với tỷ số ấn tượng 103-82, Nguyễn Phú Hoàng đóng góp 10 điểm cho cả đội 
Ngày 7 tháng 3 năm 2018, trên trang Fanpage chính thức của VBA cập nhật thông tin thương vụ trao đổi giữa Cantho Catfish và Hanoi Buffaloes . Theo đó, Nguyễn Phú Hoàng sẽ về với đội bóng miền Tây, đổi lại Hanoi Buffaloes sẽ có lượt Pick thứ 4 vòng 1 VBA Draft của Cantho Catfish tại vòng chọn đầu tiên
Nguyễn Phú Hoàng có trận ra sân đầu tiên dưới màu áo Cantho Catfish với đối thủ Saigon Heat ngày 31 tháng 5 năm 2018 tại NTĐ Cần Thơ. Anh có màn chào sân với 29 điểm, 3 kiến tạo, 3 rebounds, 3 steals, Cantho Catfish chiến thắng chung cuộc với tỉ số cách biệt lớn 108-75 
Phú Hoàng cùng các đồng đội của Cantho Catfish lên ngôi Vô địch VBA 2018 với tỉ số 3:0 đối đầu Hanoi Buffaloes trong lượt VBA Finals 2018 . Anh kết thúc mùa giải 2018 với các chỉ số hiệu quả trung bình 14,2 điểm; 4,1 rebounds và 3,5 kiến tạo mỗi trận đấu và ẵm giải Local MVP (Nội binh xuất sắc) của năm 
2019 - Cantho Catfish
Ngày 20 tháng 3 năm 2019, trên trang chủ của VBA chính thức cập nhật 5 cái tên được Cantho Catfish chọn vào Protected List, trong đó có cả Nguyễn Phú Hoàng , anh tiếp tục có mùa giải thứ hai với các người đồng đội cũ, với người HLV mới Jordan Collins 
Dưới trướng HLV mới, Cantho Catfish kết thúc Regular Season với kết quả 9 trận thắng, 6 trận thua, giành ngôi nhất bảng, Nguyễn Phú Hoàng cùng đồng đội thẳng tiến vào lượt trận đấu VBA Finals 2019 cùng Saigon Heat 
Tại trận Chung kết ngày 17 tháng 9 năm 2019, tại chính sân nhà - NTĐ Đa năng Cần Thơ, khi hiệp 4 còn 1.9 giây, Cantho Catfish khi đó đang bị Saigon Heat dẫn 69-68. Với tình huống phản tinh thần thể thao của Dư Minh An với Nguyễn Phú Hoàng, anh có được 2 quả ném phạt. Nguyễn Phú Hoàng thất bại trong cả 2 tình huống quan trọng đó. Kết thúc trận đấu với tình huống lên rổ không thành công sau đó của Sang Đinh, Saigon Heat đã lên ngôi vương với chiến thắng cách biệt chỉ 1 điểm. Phú Hoàng đã không thể ra sân sau đó cùng với đội bóng để đón nhận danh hiệu hạng 2 dành cho Cantho Catfish sau loạt chung kết 
2020 - Thang Long Warriors
Tháng 5 năm 2020, trên trang chủ của VBA chính thức cập nhật thông tin Nguyễn Phú Hoàng cập bến Thang Long Warriors . Cụ thể Cantho Catfish được 2 lượt pick vòng 1 Draft Day 2020 và 2021 kèm theo đó là 2 cầu thủ trẻ thuộc chương trình đào tạo của Thang Long Warriors trong 2 năm, đây chính thức là “Cú trade lịch sử”  của VBA tính đến thời điểm hiện tại 
Với tỉ lệ 8 thắng 4 thua , Thang Long Warriors chính thức vào vòng VBA Finals 2020 cùng đối thủ mạnh mùa giải đó là Saigon Heat. Trong trận Final Game 4 với Saigon Heat, Nguyễn Phú Hoàng chỉ ra sân trong 4 phút, đó cũng là lúc Thang Long Warriors kết thúc mùa giải khi để thua trước đối thủ với tỉ số 55-59, Saigon Heat tiếp tục lên Ngôi Vương trong 2 năm liên tiếp 
2021 - Nha Trang Dolphins
Ngày 1 tháng 5 năm 2021, fanpage của Thang Long Warriors chính thức cập nhật về tình hình chuyển nhượng trước thềm mùa giải 2021, trong đó “Flash Brothers” Nguyễn Thành Đạt và Nguyễn Phú Hoàng nằm trong danh sách bảo vệ mùa giải VBA 2021 của Thang Long Warriors sẽ được trao đổi với Cầu thủ Hồng Gia Lân của Nha trang Dolphins trong mùa giải VBA 2021 cùng với 01 suất bảo vệ cầu thủ của Nha trang Dolphins trong mùa giải VBA 2022 
2022 - Hanoi Buffaloes
Trước thềm mùa giải 2022, có thông tin chính thức Nguyễn Phú Hoàng không nằm trong danh sách Protected List và chính thức trở thành một Free Agent (cầu thủ tự do) 
Ngày 16 tháng 6 năm 2022, trên Fanpage của Hanoi Buffaloes bất ngờ đăng tải thông tin Nguyễn Phú Hoàng chính thức trở về CLB sau 4 năm xa cách . Vì lí do cá nhân, Phú Hoàng đã bỏ lỡ 4 trận đầu tiên cùng đội bóng mình mới quay lại tại VBA 2022. Ngày 12 tháng 7 năm 2022, trước trận Derby Thủ đô giữa Thang Long Warriors và Hanoi Buffaloes, Phú Hoàng bất ngờ xuất hiện tại NTĐ Tây Hồ và khởi động cùng đội bóng , chính thức thông báo mình đã quay trở lại 

## Thống kê sự nghiệp
Thống kê sự nghiệp tại VBA qua các năm của Nguyễn Phú Hoàng 
| Năm  | Đội                         | GP                                     | GS                                     | MPG                                    | FG%                                    | 3P%                                    | FT%                                    | RPG                                    | APG                                    | SPG                                    | BPG                                    | PPG                                    |
| ---- | --------------------------- | -------------------------------------- | -------------------------------------- | -------------------------------------- | -------------------------------------- | -------------------------------------- | -------------------------------------- | -------------------------------------- | -------------------------------------- | -------------------------------------- | -------------------------------------- | -------------------------------------- |
| 2016 | Hanoi Buffaloes             | 19                                     | 0                                      | 20.1                                   | 37.7                                   | 23.4                                   | 57.5                                   | 1.9                                    | 2.1                                    | 1.7                                    | 0                                      | 13.1                                   |
| 2017 | Hanoi Buffaloes             | 16                                     | 0                                      | 17.1                                   | 31.3                                   | 26.2                                   | 46                                     | 1.9                                    | 1.9                                    | 1.3                                    | 0.1                                    | 7.3                                    |
| 2018 | Cantho Catfish              | 20                                     | 20                                     | 31.7                                   | 38.8                                   | 31.3                                   | 60.3                                   | 4.1                                    | 3.5                                    | 2.6                                    | 0.4                                    | 14.2                                   |
| 2019 | Cantho Catfish              | 15                                     | 15                                     | 34                                     | 34.6                                   | 25.6                                   | 62.1                                   | 3.9                                    | 3.5                                    | 3.3                                    | 0.3                                    | 13.3                                   |
| 2019 | Cantho Catfish Playoffs     | 8                                      | 8                                      | 33.6                                   | 32.7                                   | 22.7                                   | 45.5                                   | 5.6                                    | 1.8                                    | 2.5                                    | 0.4                                    | 11                                     |
| 2020 | Thanglong Warriors          | 12                                     | 11                                     | 20.2                                   | 26.2                                   | 16.2                                   | 47.4                                   | 2.3                                    | 2                                      | 1.9                                    | 0.2                                    | 4.9                                    |
| 2020 | Thanglong Warriors Playoffs | 6                                      | 1                                      | 13.3                                   | 25                                     | 30.8                                   | 20                                     | 1.5                                    | 1.3                                    | 0.8                                    | 0                                      | 3.5                                    |
| 2021 | Nhatrang Dolphins           | (Mùa giải bị hủy vì đại dịch Covid-19) | (Mùa giải bị hủy vì đại dịch Covid-19) | (Mùa giải bị hủy vì đại dịch Covid-19) | (Mùa giải bị hủy vì đại dịch Covid-19) | (Mùa giải bị hủy vì đại dịch Covid-19) | (Mùa giải bị hủy vì đại dịch Covid-19) | (Mùa giải bị hủy vì đại dịch Covid-19) | (Mùa giải bị hủy vì đại dịch Covid-19) | (Mùa giải bị hủy vì đại dịch Covid-19) | (Mùa giải bị hủy vì đại dịch Covid-19) | (Mùa giải bị hủy vì đại dịch Covid-19) |
| 2022 | Hanoi Buffaloes             | 8                                      | 0                                      | 11.9                                   | 24.4                                   | 17.6                                   | 54.5                                   | 1.3                                    | 1.5                                    | 0.8                                    | 0                                      | 3.6                                    |
| 2022 | Hanoi Buffaloes Playoffs    | 5                                      | 1                                      | 9                                      | 21.1                                   | 0                                      | 50                                     | 1.8                                    | 1.2                                    | 0.8                                    | 0                                      | 1.8                                    |